# Mops demonstrator
Mops demonstrator es una especie de murciélago de la familia Molossidae.

## Distribución geográfica
Se encuentra en Costa de Marfil, Burkina Faso Ghana Camerún República Democrática del Congo Sudán y Uganda.